# Saison 2013-2014 des Bulls de Chicago
La saison 2013-2014 des Bulls de Chicago est la 48e saison au sein de la National Basketball Association (NBA). Les Bulls finissent à la 4e place de la conférence Est, se qualifiant pour les playoffs. Ils sont éliminés au premier tour face aux Wizards de Washington, 4-1.
Derrick Rose est revenu de blessure lors de l'ouverture de la saison face au Heat de Miami, mais n'a joué que 10 matchs cette saison.

## Draft
| Tour | Choix | Joueur      | Poste | Nationalité | Provenance |
| ---- | ----- | ----------- | ----- | ----------- | ---------- |
| 1    | 20    | Tony Snell  | SF    | États-Unis  | New Mexico |
| 2    | 49    | Erik Murphy | PF    | États-Unis  | Florida    |

## Classements de la saison régulière
| Conférence Est | Conférence Est         | Conférence Est | Conférence Est | Conférence Est | Conférence Est | Conférence Est | Conférence Est |
| No             | Franchise              | Vic.           | Déf.           | MJ             | % V/D          | RV             |                |
| -------------- | ---------------------- | -------------- | -------------- | -------------- | -------------- | -------------- | -------------- |
| 1              | Pacers de l'Indiana    | 56             | 26             | 82             | 68,30 %        | -              |                |
| 2              | Heat de Miami          | 54             | 28             | 82             | 65,90 %        | 2,0            |                |
| 3              | Raptors de Toronto     | 48             | 34             | 82             | 58,50 %        | 8,0            |                |
| 4              | Bulls de Chicago       | 48             | 34             | 82             | 58,50 %        | 8,0            |                |
| 5              | Wizards de Washington  | 44             | 38             | 82             | 53,70 %        | 12,0           |                |
| 6              | Nets de Brooklyn       | 44             | 38             | 82             | 53,70 %        | 12,0           |                |
| 7              | Bobcats de Charlotte   | 43             | 39             | 82             | 52,40 %        | 13,0           |                |
| 8              | Hawks d'Atlanta        | 38             | 44             | 82             | 46,30 %        | 18,0           |                |
|                |                        |                |                |                |                |                |                |
| 9              | Knicks de New York     | 37             | 45             | 82             | 45,10 %        | 19,0           |                |
| 10             | Cavaliers de Cleveland | 33             | 49             | 82             | 40,20 %        | 23,0           |                |
| 11             | Pistons de Détroit     | 29             | 53             | 82             | 35,40 %        | 27,0           |                |
| 12             | Celtics de Boston      | 25             | 57             | 82             | 30,50 %        | 31,0           |                |
| 13             | Magic d'Orlando        | 23             | 59             | 82             | 28,00 %        | 33,0           |                |
| 14             | 76ers de Philadelphie  | 19             | 63             | 82             | 23,20 %        | 37,0           |                |
| 15             | Bucks de Milwaukee     | 15             | 67             | 82             | 18,30 %        | 41,0           |                |

| Division Centrale   | V  | D  | MJ | % V/D   | GB   | Dom   | Ext   | Div  | Conf  |
| ------------------- | -- | -- | -- | ------- | ---- | ----- | ----- | ---- | ----- |
| Pacers de l'Indiana | 56 | 26 | 82 | 68,30 % | -    | 35-6  | 21-20 | 12-4 | 38-14 |
| Bulls de Chicago    | 48 | 34 | 82 | 58,50 % | 8,0  | 27-14 | 21-20 | 11-5 | 35-17 |
| Cleveland Cavaliers | 33 | 49 | 82 | 40,20 % | 23,0 | 19-22 | 14-27 | 7-9  | 21-31 |
| Pistons de Détroit  | 29 | 53 | 82 | 35,40 % | 27,0 | 17-24 | 12-29 | 6-10 | 23-29 |
| Bucks de Milwaukee  | 15 | 67 | 82 | 18,30 % | 41,0 | 10-31 | 5-36  | 4-12 | 12-40 |

## Effectif
| Effectif des Bulls de Chicago 2013-2014 |
| --- |
| 1 Derrick Rose (C) • 5 Carlos Boozer (C) • 8 Mike James • 9 Greg Smith • 11 Ronnie Brewer • 12 Kirk Hinrich (C) • 13 Joakim Noah (C) • 14 D. J. Augustin • 17 Lou Amundson • 20 Tony Snell • 21 Jimmy Butler • 22 Taj Gibson • 32 Jimmer Fredette • 34 Mike Dunleavy Jr. • 48 Nazr MohammedEntraîneur : Tom Thibodeau |

## Statistiques
| Joueur            | MJ | MC | MPG  | FG%  | 3P%  | FT%  | RPG  | APG | SPG  | BPG  | PPG  |
| ----------------- | -- | -- | ---- | ---- | ---- | ---- | ---- | --- | ---- | ---- | ---- |
| D. J. Augustin    | 56 | 9  | 30.4 | .419 | .411 | .893 | 2.0  | 5.1 | 0.86 | 0.05 | 14.5 |
| Carlos Boozer     | 70 | 70 | 28.4 | .452 | .000 | .764 | 8.4  | 1.5 | 0.70 | 0.31 | 13.8 |
| Jimmy Butler      | 61 | 61 | 38.2 | .396 | .284 | .775 | 5.0  | 2.4 | 1.95 | 0.56 | 13.2 |
| Mike Dunleavy Jr. | 76 | 55 | 31.1 | .426 | .376 | .854 | 4.2  | 2.3 | 0.79 | 0.57 | 11.1 |
| Jimmer Fredette   | 6  | 0  | 3.7  | .429 | .500 | .000 | 0.7  | 0.2 | 0.00 | 0.00 | 2.5  |
| Taj Gibson        | 76 | 8  | 28.8 | .484 | .000 | .747 | 6.9  | 1.1 | 0.53 | 1.36 | 13.2 |
| Kirk Hinrich      | 67 | 55 | 29.1 | .386 | .349 | .760 | 2.7  | 3.9 | 1.12 | 0.36 | 9.0  |
| Mike James        | 11 | 0  | 7.0  | .238 | .200 | .000 | 0.6  | 1.5 | 0.18 | 0.00 | 1.0  |
| Cartier Martin    | 6  | 0  | 8.0  | .625 | .600 | .500 | 0.8  | 0.3 | 0.17 | 0.00 | 2.5  |
| Nazr Mohammed     | 74 | 1  | 7.2  | .410 | .000 | .533 | 2.3  | 0.3 | 0.18 | 0.39 | 1.5  |
| Erik Murphy       | 24 | 0  | 2.6  | .231 | .000 | .000 | 0.3  | 0.1 | 0.00 | 0.17 | 0.3  |
| Joakim Noah       | 74 | 74 | 34.9 | .476 | .000 | .731 | 11.1 | 5.2 | 1.24 | 1.50 | 12.4 |
| Derrick Rose      | 10 | 10 | 31.1 | .354 | .340 | .844 | 3.2  | 4.3 | 0.50 | 0.10 | 15.9 |
| Tornike Shengelia | 8  | 0  | 1.9  | .500 | .000 | .000 | 0.3  | 0.3 | 0.13 | 0.00 | 0.3  |
| Tony Snell        | 71 | 12 | 16.7 | .380 | .322 | .757 | 1.7  | 1.0 | 0.38 | 0.21 | 4.7  |
| Marquis Teague    | 19 | 2  | 12.7 | .242 | .200 | .688 | 1.0  | 1.5 | 0.11 | 0.21 | 2.4  |
| Jarvis Varnado    | 1  | 0  | 2.0  | .000 | .200 | .000 | 0.0  | 0.0 | 0.00 | 0.00 | 0.0  |

## Transactions

### Transferts
| 7 janvier | Vers Chicago Bulls Andrew Bynum Futur premier tour de draft protégé (de Sacramento) Second tour de draft 2015 (de Portland) Second tour de draft 2016 (de Portland) | Vers Cleveland Cavaliers Luol Deng |

### Départs
Marco Belinelli est parti aux Spurs de San Antonio le 11 juillet.
Nate Robinson a signé avec les Nuggets de Denver le 26 juillet. 
Le 7 octobre, Vladimir Radmanović a annoncé sa retraite après 12 saisons au sein de la ligue.

### Arrivées
Mike Dunleavy Jr. a signé avec les Bulls le 10 juillet. 
Le 11 juillet, Nazr Mohammed a renouvelé son contrat avec l'équipe.
Les Bulls ont signé Patrick Christopher, Mike James, Dahntay Jones, Kalin Lucas, Dexter Pittman, et D. J. White le 27 septembre pour finaliser le camp d'entraînement.